# Георги Иванов (опълченец, генерал)
Вижте пояснителната страница за други личности с името Георги Иванов.
Георги Иванов Иванов е опълченец, руски офицер, български генерал-майор.

## Биография
Роден е на 10 март 1858 г. в Ямбол. Завършва класно училище в родния си град. През 1873 г. постъпва в Одеското военно училище. Прекъсва обучението си и се записва доброволец в Сръбско-турската война (1876). Участва в боевете при Гредетин, Брестовичка баня, Княжевац и др. През 1877 г. завършва Одеското военно училище. На 15 септември 1977 г. е произведен в офицерско звание подпоручик. Зачислен е в 59-и люблински пехотен полк на Руската армия.

### Руско-турска война (1877 – 1878)
През Руско-турската война (1877 – 1878) е назначен в Българското опълчение. Командир е на III рота от VII опълченска дружина.

### След войната
Завършва Военно-инженерната академия в Санкт Петербург, Русия.
Служи в учебната рота на Пионерната дружина, 2-ра сапьорна рота, като офицер за особени поръчки и като началник на Инженерния отдел на Министерството на войната. Участва в избора и укрепването на Сливнишката позиция през Сръбско-българската война (1885). Началник на Инженерните войски (1889 – 1891). По време на Балканската война е заместник-инспектор на Инженерните войски.
Преподавател по „Фортификация“ във Военното училище. Генерал-майор от 1909 г. Излиза в запаса на Българската армия през 1913 г.
Генерал-майор Георги Иванов умира в София на 1 май 1932 г.

## Памет
На Георги Иванов е наречена улица в квартал „Кръстова вада“ в София (Карта).

## Военни звания
- Подпоручик (15 септември 1877)
- Поручик (7 януари 1882)
- Капитан (25 декември 1884)
- Майор (1 април 1887)
- Подполковник (2 август 1891)
- Полковник (2 август 1891)
- Генерал-майор (1909)

## Награди
- Орден „Св. Александър“ IV ст. с мечове по средата
- Орден „За военна заслуга“ II ст. на военна лента